# Луї Лансана Беавогі
Луї Лансана Беавогі (фр. Louis Lansana Beavogui; 28 грудня 1923 — 19 серпня 1984) — гвінейський державний і політичний діяч, виконував обов'язки президента країни наприкінці березня — на початку квітня 1984 року, прем'єр-міністр (1972–1984). Економіст і дипломат, найближчий соратник і наступник першого президента країни Ахмеда Секу Туре. Скинутий військовиками за 8 днів правління.

## Життєпис
Народився у місті Масента (Лісова Гвінея, поблизу кордону з Ліберією) у родині дрібного службовця. Належав до етнічної групи тома. Закінчив ліцей Вільям-Понті та Африканську школу медицини й фармакології в Дакарі (Сенегал). Розпочав професійну кар'єру на посаді асистента лікаря в Гекеду на півдні Гвінеї, потім — лікаря у містечку Кісідугу, на північ від Гекеду.
Невдовзі вступив до лав Демократичної партії (ДПГ) та включився до боротьби проти колоніальної залежності країни. Став генеральним секретарем відділення ДПГ у Кіссідугу, а 1954 був обраний мером цього міста. На виборах 2 січня 1956 року Лансана Беавогі здобув одне з трьох місць, відведених Гвінеї у Національних зборах Франції. Однак замість парламентської роботи в Парижі він обрав міністерську посаду на батьківщині: з травня 1957 до вересня 1958 року Беавогі займав пост Міністра торгівлі, промисловості та копалень Урядової ради Французької Гвінеї, яку очолював лідер ДПГ Ахмед Секу Туре.
2 жовтня 1958 року, коли було проголошено незалежність Гвінеї, Беавогі отримав пост Міністра економіки та планування і став членом Національного політбюро Демократичної партії Гвінеї.
У січні — лютому 1960 очолював делегацію Гвінеї на другій сесії Економічної комісії ООН для Африки в Танжері. Після реорганізації кабінету в березні того ж року став Міністром національної економіки. Відповідав за переведення економіки країни на планові начала, запровадження національної валюти, був одним із авторів Трирічного плану економічного розвитку Гвінеї. На чолі делегацій відвідав Чехословаччину, Угорщину, Польщу, НДР, Гану, Марокко, США, Францію, ФРН та Велику Британію. У вересні 1960 супроводжував Ахмеда Секу Туре під час його візиту до СРСР.
28 травня 1961 року був призначений на посаду Міністра закордонних справ.
На Конференції країн, що не приєднались, у Белграді 1961 року запропонував повернути КНР місце в ООН. Брав активну участь у дебатах ООН щодо Конго 1966.
У жовтні 1966 року, після того як Гвінея надала політичний притулок поваленому президенту Гани Кваме Нкрумі, Беавогі був заарештований ганською військовою владою в аеропорту Аккри під час перельоту до Ефіопії на форум Організації Африканської Єдності.
16 травня 1969 знову отримав пост міністра економіки.
Під час спроби повалення Секу Туре 22 листопада 1970 року став одним із 10 членів Верховного командування, створеного для керівництва військовими діями.

### Глава уряду
25 квітня 1972 року Беавогі був призначений на започатковану IX з'їздом ДПГ посаду Прем'єр-міністра Гвінейської Республіки. На тому посту він відповідав за закордонні справи, армію, фінанси та інформацію.
Виконував обов'язки глави держави під час тривалого лікування Секу Туре у США.

### Вісім днів правління
Після того як із Клівленда (штат Огайо, США) до Конакрі надійшло повідомлення про смерть 26 березня 1984 року президента Ахмеда Секу Туре, було скликано спільне засідання Політбюро ДПГ та уряду. Відповідно до конституції Беавогі було доручено керувати справами держави як тимчасовому президенту, одночасно зберігаючи за собою пост прем'єр-міністра. Відповідно до конституції вибори нового президента мали відбутись до 10 червня того ж року.
4 квітня керівництво Демократичної партії мало зібратись на нараді й призначити кандидата на пост президента. Найбільш імовірною була кандидатура Лансана Беавогі, однак він не належав до племінного клану Секу Туре й боротьба за владу була неминучою.

### Повалення і смерть
За три дні після поховання першого президента Гвінеї та за день до наради партійного керівництва, вранці 3 квітня 1984 сухопутні частини армії за наказом начальника штабу сухопутних сил полковника Лансана Конте вчинили переворот, внаслідок якого Беавогі було усунуто від влади, заарештовано та ув'язнено.
За офіційною версією Лансана Беавогі влітку був переправлений на лікування до шпиталю Конакрі після загострення діабету й помер там 19 серпня 1984.